# 叶发青
叶发青（1891年—1944年8月或1945年），又名叶石妹，是一名中國共產黨黨員，在中國抗日戰爭中遭日軍擊斃，後被中華人民共和國民政部追认为「革命烈士」。

## 生平
叶发青生於曲江縣东厢乡翻溪桥石安村（現屬韶关市），出身於一個农民家庭，家庭成員不少，但家境清貧，他因而沒有機會接受教育；他從小便要參與放牛、砍柴等體力勞動，以幫補家計，後來還要下田務農。在第一次国共合作期間，广东一帶經常有农民运动:1145；1924年，翻溪桥的农民协会成立，叶发青成為其中一名最早的协会成員，又與中共黨員叶凤章一起在东厢乡组织各村的农民协会。
後來，叶发青等人與地主發生衝突，叶发青的房子被人縱火焚烧，财物遭到劫掠；妻子勸他安份務農，不要參與共產主義運動，但叶发青拒絕妻子的請求，認為他們成功後便可以过上好日子。1926年，叶发青經叶凤章介绍下加入中国共产党，成為曲江县早期共产党党员之一；1928年，叶发青參與在蘇聯莫斯科舉行的中国共产党第六次全国代表大会，成為是次大會上广东省唯一一名农民代表。
曲江县的共產主義運動遭受打擊，形势甚為艱難，叶发青等人決定撤离东厢，与梁展如的农民武裝力量汇合；不久，叶凤洲、叶建荣等多名农民武裝力量領導人在衝突中受伤或身亡，叶凤章其後也陣亡，這令叶发青非常傷心，但他仍繼續參與共產主義運動。
中國抗日战争爆发後，叶发青呼籲群众參與抵抗日軍；其後，曲江在1945年1月失陷，叶发青发动众人參與抗日委员会，打擊侵華日軍。有一次，日军抢掠農民用以耕作的牛隻，叶发青在夜深時派人燒燬日軍马棚，日軍忙於撲滅火種，叶发青等人便乘勢奪回牛隻，把牛隻還給农民；一天夜裡，叶发青一行人到日军营房裡拿取武器，期間被日軍发現，叶发青設法掩着自己，然後在营房拿去一支枪，引开日軍哨兵後平安歸来。曾經有一對父子有意投降日军，打算把一支轻机枪送給他們，叶发青便趕緊向抗日委员会高層汇报；其後，他率員抓捕這對父子，並缴獲那支轻机枪。
1945年夏季，中國抗日战争快要步入尾聲，韶关的日軍全體撤离當地，乘船南下广州；叶发青组织百餘人在白芒河河边埋伏，攻擊顺河南下的日軍兵員。日军指挥官恐怕會全軍覆没，便要求前队士兵槍擊抗日人士，后队士兵則嘗試登上陸地。叶发青等人发现己方情勢危急，下令撤退；期間，叶发青腿部中槍，但他堅持要自己攜帶槍械，不能把槍交給同袍。叶发青擔心自己會影響戰友，獨自爬向一塊被掩着的岩石，後來日軍搜山，他便向日軍开火，幾个日軍士兵身亡；日军指挥官命令士兵亂槍扫射，叶发青身中多槍而死。